# جوزيبي زابارا
جوزيبي زابارا (بالإيطالية: Giuseppe Zappella)‏ (4 مايو 1973 في ميلانو في إيطاليا – )؛ هو لاعب كرة قدم سابق كان يلعب كمدافع.

## وصلات خارجية
- جوزيبي زابارا على موقع رابطة كرة القدم اليابانية للمحترفين (اليابانية)
- جوزيبي زابارا على موقع قاعدة بيانات كرة القدم.إي يو (الإنجليزية)
- جوزيبي زابارا على موقع عالم كرة القدم.نت (الإنجليزية)